# Tonkinacris meridionalis
Tonkinacris meridionalis är en insektsart som beskrevs av Li, T. 1986. Tonkinacris meridionalis ingår i släktet Tonkinacris och familjen gräshoppor. Inga underarter finns listade i Catalogue of Life.